# ژولیوس سزار (نمایش‌نامه)
تراژدی ژولیوس سزار که به اختصار ژولیوس سزار نیز نامیده می‌شود، نمایش‌نامه‌ای اثر ویلیام شکسپیر است که گمان می‌رود در سال ۱۵۹۹ میلادی نوشته شده باشد.
این نمایش‌نامه دربارهٔ توطئه‌ای است که در سال ۴۴ پیش از میلاد علیه ژولیوس سزار، دیکتاتور رومی صورت گرفت که به قتل او و نیز شکست توطئه‌گران در نبرد فیلیپی منجر شد. شکسپیر دو نمایش‌نامه کوریولانوس و آنتونیوس و کلئوپاترا را نیز از وقایع تاریخی دوران امپراتوری روم اقتباس کرده‌است.
اگرچه عنوان نمایش‌نامه ژولیوس سزار است، ولی سزار شخصیت اصلی نمایش‌نامه نیست؛ او تنها در سه صحنه حضور دارد و در ابتدای پرده سوم کشته می‌شود. مارکوس بروتوس بیشتر از چهاربار و هربار چندین خط سخن می‌گوید و بار روانشناسی نمایش، کشمکش او برای انتخاب بین شرافت، وطن‌پرستی و دوستی با سزار است.

## شخصیت‌ها
- ژولیوس سزار
- کالپورنیا: همسر سزار
- اوکتاویوس، مارک آنتونی، لپیدوس
- سیسرو، پوبلیوس، پوپیلیوس لنا: سناتور
- مارکوس بروتوس، کاسیوس، کاسکا، تربونیوس، لیگاریوس، دکیوس بروتوس، متلیوس سیمبر، سینا: توطئه کنندگان علیه سزار
- پورتیا: همسر بروتوس
- فلاویوس و مارولوس: تریبون‌های مردم
- آرتمیدوروس: یک سوفسطایی اهل کنیدوس
- یک فالگیر
- سینا: شاعری که به توطئه ربطی ندارد
- لوسیوس، تیتنیوس، مسالا، کاتوی جوان، ولومنیوس: دوستان بروتوس، کاسیوس
- وارو، کلیتوس، کلاودیوس: سربازانی از ارتش بروتوس، کاسیوس
- لاب، فلاویوس: افسرانی از ارتش بروتوس
- لوسیوس، داردانیوس: خدمتکاران بروتوس
- پینداروس: خدمتکار کاسیوس
- یک شعر (اعتقاد بر این است از مارکوس فاونیوس الهام گرفته شده‌است)[۲]
- یک پیام‌رسان
- یک پینه‌دوز
- یک نجار
- سربازان، سناتورها، توده مردم و ملازمان دیگر

## خلاصه
مارکوس بروتوس یک پرتور رومی و از دوستان نزدیک سزار است. بروتوس به خاطر شک فزاینده‌ای که به قصد سزار برای تبدیل جمهوری به حکومت پادشاهی دارد (این شک را گایوس کاسیوس در دل او می‌اندازد) به گروهی سناتور که قصد توطئه علیه سزار را دارند می‌گرود.
صحنه‌های اولیه نمایشنامه به بحث بروتوس با کاسیوس و نیز کشمکش درونی او می‌پردازد. افزایش حمایت عمومی باعث گرویدن بروتوس به دسیسه‌چینان می‌شود (این حمایت عمومی در واقع فریبی بیش نیست که از سوی کاسیاس با نوشتن نامه‌های دروغین با دست‌خط‌های مختلف به بروتوس صورت می‌گیرد تا او را تشویق به پیوستن به مخالفان کند). فالگیری به سزار دربارهٔ نیمه ماه مارس هشدار می‌دهد، اما او اعتنایی نمی‌کند و در آن روز به دست دسیسه‌چینان در کاپیتول کشته می‌شود. کشته شدن سزار از مشهورترین صحنه‌های نمایشنامه است که در پرده سوم روی می‌دهد. سزار با نادیده گرفتن هشدارهای فالگیر و نیز همسرش به سنا می‌رود. در آنجا با انگیزه قبلی یک درخواست رای‌گیری از طرف متالوس سیمبر برای برادر تبعیدی‌اش داده می‌شود که سزار بلافاصله آن را رد می‌کند. در این هنگام، کاسکا از پشت گردن سزار را می‌گیرد تا دسیسه‌چینان او را آماج ضربات چاقو سازند. بروتوس آخرین نفر است و سزار جمله معروفش را در این لحظه به او می‌گوید: «تو هم، بروتوس؟» و شکسپیر این را نیز از زبان سزار اضافه کرده‌است که «پس بر خاک بیفت، سزار» و با این کار خواسته این نکته را برساند که سزار پس از فهمیدن این خیانت نخواسته که زنده بماند، پس قهرمان است.
آنگاه توطئه‌گران می‌گویند که این کار را برای روم کرده‌اند نه برای خودشان، و تلاشی برای فرار از صحنه قتل انجام نمی‌دهند. بروتوس نیز در سخنانی از کار خود دفاع می‌کند و جمعیت نیز در آن لحظه طرف او را می‌گیرد. اما مارک آنتونی با ایستادن بر بالای جسد سزار، با زیرکی هرچه تمام‌تر با خطابه‌ای (که با این جمله شروع می‌شود: «دوستان، رومیان، هم‌میهنان، به من گوش فرادهید») که برخلاف سخنان منطقی بروتوس، احساسات مردم را هدف گرفته، مردم را علیه قاتلان می‌شوراند و باعث می‌شود که مردم توطئه‌گران را از رم بیرون کنند.
در ابتدای پرده چهارم بروتوس با کاسیوس برسر اینکه خون سزار را برای عدالت نریخته‌اند مشاجره می‌کند. سپس برای جنگ با مارک آنتونی و آگوستوس (فرزند سزار که شکسپیر نام او را اوکتاویوس گفته‌است) مشورت می‌کنند. آن شب روح سزار بر بروتوس ظاهر می‌شود و او را از شکست می‌آگاهاند. 
بروتوس (Brutus): Why comest thou?
(ترجمه: برای چه آمده‌ای؟)
روح (Ghost): To tell thee thou shalt see me at Philippi.
(ترجمه: تا به تو بگویم که مرا در فیلیپی خواهی دید.)
درحین جنگ کاسیوس با شنیدن دستگیری بهترین دوستش، تیتینیوس، خود را می‌کشد. تیتینیوس که اسیر نشده، پس از دیدن جسد کاسیوس خود را می‌کشد. در آن مرحله از جنگ، بروتوس پیروز می‌شود اما پیروزی‌اش قطعی نیست. او روز بعد با قلبی سنگین به نبرد ادامه می‌دهد و پس از شکست خود را می‌کشد.
نمایش با سخنان آنتونی که با ستایش بروتوس او را نجیب‌ترین رومیان می‌خواند به پایان می‌رسد. او می‌گوید او تنها خیانتکاری بود که برای روم عمل کرد. در این قسمت اشاره‌ای بین مارک آنتونی و اوکتاویوس وجود دارد که در اثر دیگر شکسپیر با نام آنتونیوس و کلئوپاترا نوشته شده‌است.

## تاریخ نگارش

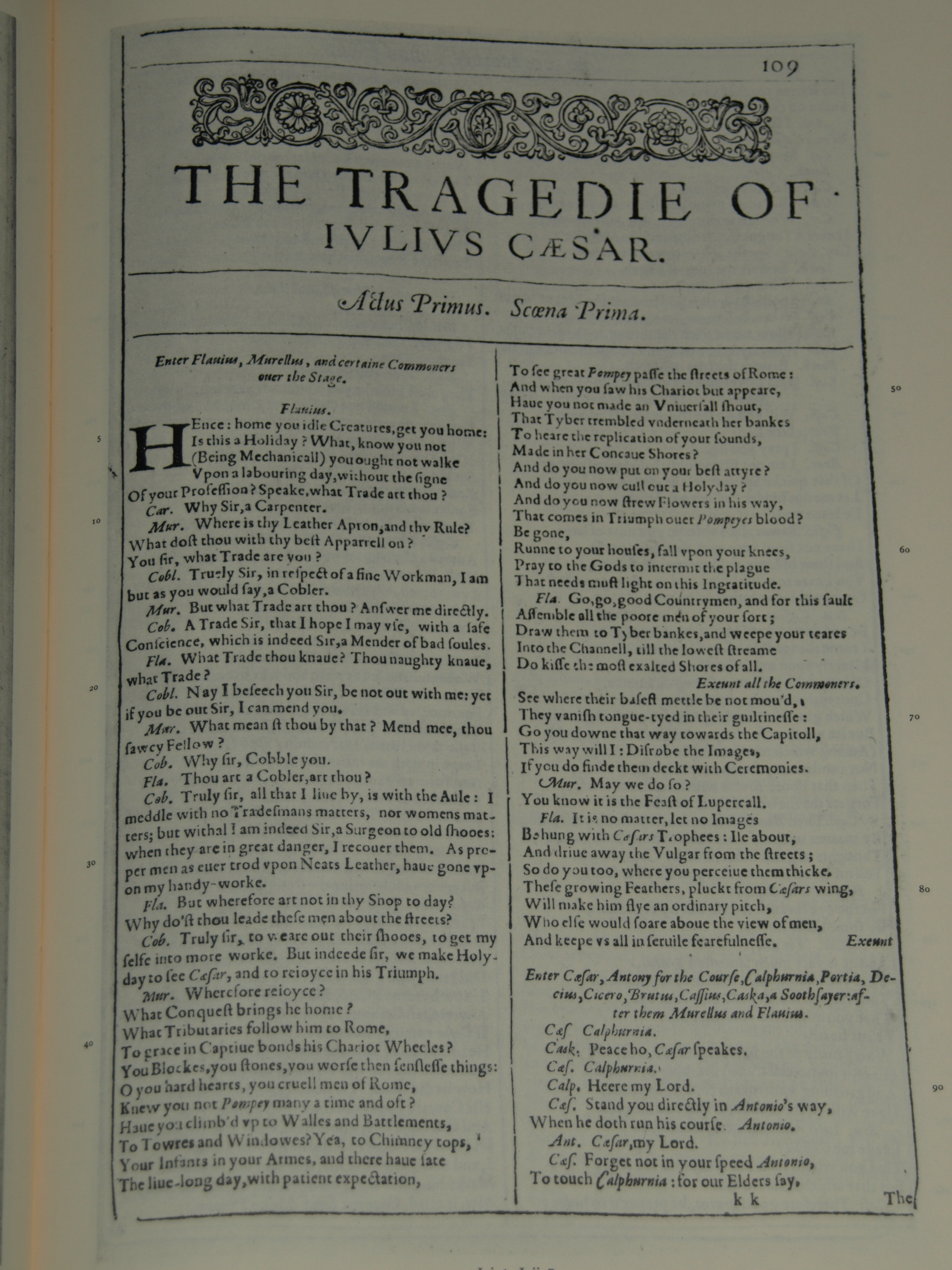
اولین صفحه نمایشنامه ژولیوس سزار در فیرست فولیو، منتشرشده به سال ۱۶۲۳

این نمایشنامه ابتدا به سال ۱۶۲۳ در فیرست فولیو منتشر شد، اما توماس پلاتر جوان دیدن اجرایی از آن را به سال ۱۵۹۹ در یادداشت‌هایش ذکر کرده‌است. نام این نمایشنامه در لیست نمایشنامه‌های شکسپیر که فرانسیس مرر در سال ۱۵۹۸ منتشر کرد نیامده‌است. براساس این دو نکته و نیز شباهت این اثر ازلحاظ واژگان با نمایشنامه هملت و ازلحاظ وزن با نمایشنامههای هنری پنجم و هر طور شما دوست دارید، محققان سال ۱۵۹۹ را درست می‌دانند.
متن نمایشنامه ژولیوس سزار منتشرشده در فیرست فولیو تنها نسخه معتبر است که به خاطر انسجام و کیفیت آن مورد توجه است. منبع مورد استفاده شکسپیر برای نگارش این نمایشنامه، زندگی بروتوس و زندگی سزار از آثار پلوتارک بوده‌اند.
متن نمایشنامه دارای عناصر تاریخ پریشانه (آناکرونیستیک) بسیاری از دوره الیزابت (۱۵۵۸-۱۶۰۳) است. اشیائی که شخصیت‌ها دارند، همچون کلاه و دوبلت (نوعی جلیقه مردانه انگلیسی در دوره شکسپیر) در زمان روم باستان وجود نداشته‌است. مثلاً در متن گفته شده که سزار دوبلت (که متعلق به دوران الیزابت انگلیس است) پوشیده و نه توگای رومی. در جایی دیگر نیز صدای ضربه‌های ساعت بلند می‌شود و بروتوس به شمردن ضربه‌ها مشغول می‌شود.

## اولین اجراها
این نمایشنامه احتمالاً از اولین اجراهای شکسپیر در تئاتر گلوب بوده‌است. توماس پلاتر جوان، یک مسافر سویسی، در ۲۱ سپتامبر ۱۵۹۹ یک تراژدی دربارهٔ ژولیوس سزار را در تئاتری در لندن دیده‌است که به احتمال زیاد همین اثر شکسپیر بوده‌است، چون نمایشنامه مشابه دیگری وجود ندارد. (اگرچه درام‌های بسیاری از این داستان در آن دوران ساخته شده‌است اما هیچ‌کدام به خوبی توضیحات پلاتر با اثر شکسپیر همخوانی ندارند.)
پس از بازگشایی تئاترها در ابتدای دوره استقرار مجدد، در سال ۱۶۷۲، این نمایشنامه به دست توماس کیلیگرو بازبینی شد. چارلز هارت در ابتدا نقش بروتوس را بازی کرد و سپس این نقش را توماس بترتون بازی کرد. این نمایشنامه یکی از معدود آثار شکسپیر بود که در دوره استقرار مجدد یا قرن هجدهم تعدیل نشد.